# Club olympique de Médenine
 (juin 2019).
Si vous disposez d'ouvrages ou d'articles de référence ou si vous connaissez des sites web de qualité traitant du thème abordé ici, merci de compléter l'article en donnant les références utiles à sa vérifiabilité et en les liant à la section « Notes et références ».
Maillots
Le Club olympique de Médenine (arabe : النادي الأولمبي بمدنين), plus couramment abrégé en CO Médenine, est un club tunisien de football fondé en 1954 et basé dans la ville de Médenine.
Le COM évolue durant la saison 2024-2025 en Ligue III.

## Histoire
Fondé le 5 février 1954 sous l'appellation d'Olympique de Médenine par un Français du nom de M. Godal, il évolue longtemps en division régionale avant d'assurer sa première accession en deuxième division en 1972, sous la direction d'Ahmed Msallem, même s'il rétrograde rapidement.
En 1995, l'équipe qui s'était classée à la neuvième place de la troisième division sud, est prise en main par l'homme d'affaires Béchir Ben Amor. En deux ans, il permet au club désormais appelé Club olympique de Médenine d'accéder en Ligue I. Son successeur en 2000, Mongi Ksiksi, assure une certaine continuité pour le club mais les moyens financiers ne sont plus à la mesure des ambitions et le club se retrouve à nouveau en Ligue III. Cependant, le club retrouve ses ambitions et, en deux ans, obtient deux accessions qui le ramènent temporairement en Ligue I en 2017, à l'issue d'un match de barrage contre l'Avenir sportif de La Marsa.

## Écusson

Logo ancien.
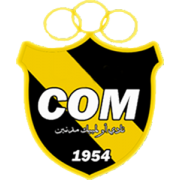
Logo actuel.

## Palmarès et statistiques

### Palmarès
| Compétitions nationales |
| --- |
| - Championnat de Tunisie de deuxième division (2) : - Champion : 1997, 2001 - Championnat de Tunisie de troisième division (5) : - Champion : 1961-62, 1972, 1982, 1993 (poule Sud-Est), 2016 (poule sud) |

### Parcours
- 1957-1972 : troisième division sud-est
- 1972-1973 : deuxième division sud
- 1973-1982 : troisième division sud-est
- 1982-1985 : deuxième division sud
- 1985-1990 : troisième division sud
- 1990-1993 : quatrième division sud
- 1993-1996 : troisième division sud
- 1996-1997 : division d'honneur sud (Ligue II)
- 1997-1999 : Ligue I
- 1999-2001 : Ligue II
- 2001-2002 : Ligue I
- 2002-2007 : Ligue II
- 2007-2010 : Ligue III
- 2010-2011 : Ligue IV
- 2011-2016 : Ligue III
- 2016-2017 : Ligue II
- 2017-2018 : Ligue I

### Bilan enLigue I
| Saison    | Classement | Joués | Gagnés | Nuls | Perdus | B.P. | B.C. | Meilleurs buteurs                                    |
| --------- | ---------- | ----- | ------ | ---- | ------ | ---- | ---- | ---------------------------------------------------- |
| 1997-1998 | 11/14      | 26    | 7      | 7    | 12     | 25   | 37   | Souheil Mejri (7), Papa George et Racine Diouf (4)   |
| 1998-1999 | 15/16      | 28    | 4      | 4    | 20     | 20   | 64   | Zoubeir Khemila (5), Papa George (4)                 |
| 2001-2002 | 11/12      | 22    | 6      | 5    | 11     | 15   | 26   | Walid Saadellaoui (5), Jonas Ogandaga (3)            |
| 2017-2018 | 14/14      | 26    | 4      | 5    | 17     | 12   | 43   |                                                      |
| Total     | -          | 102   | 17     | 21   | 60     | 72   | 170  | Souheil Mejri (9), Papa George (8), Racine Diouf (7) |

## Personnalités

### Présidents[2]
- M. Godal
- Amara Jarmoud
- Messaoud Ben Hmida
- Béchir Belhouchet
- Ahmed Cherif
- Letayef Koskossi
- Hédi Ben Romdhane
- Abbes Ben Hmidène
- Noureddine Hlioui
- Boubaker Telmoudi
- Taoufik Mzah
- Ahmed Ben Hmida
- Slaheddine Ben Hmida
- Mohamed Ouni
- Ali Maaref
- Moncef Kaddour
- Tahar Naïri
- Ali Ksiksi
- Khaled Bouchenak
- Mohamed Chakri
- Béchir Ben Amor
- Mongi Ksiksi
- Dakhli Belghith
- Hédi Gasmi
- Boulbaba Naïri
- Jalel Ben Hamida
- Fethi Ksiksi (2009-2011)
- Amor Cheniter (2011-2013)
- Samir Hamroun (2013-2015)
- Afif Ben Yamna (2015)
- Mohamed Saïdi (2015- )

### Entraîneurs
- 1971-1973 : Ahmed Msallem
- 1973-1975 : Moncef Sallem
- 1977-1978 : Ahmed Ouannes puis Affi[Qui ?]
- 1978-1979 : Salem Kraïem
- 1979-1980 : Abdelkrim Belghaieb puis Ahmed Msallem
- 1980-1981 : Ahmed Msallem
- 1981-1982 : Mohamed Ouni
- 1982-1983 : Salem Kraïem
- 1983-1984 : Mohamed Ouni puis Ouahid Menif
- 1984-1985 : Ahmed Lakhdar puis Habib Trabelsi
- 1985-1986 : Ahmed Ouannes
- 1986-1987 : Habib Trabelsi
- 1987-1989 : Ivan Gotov
- 1989-1990 : Abdelmajid Ben Hmida puis Hmida Sallem
- 1990-1991 : Mohamed Lassoued
- 1991-1992 : Abdelmajid Ben Hmida puis Ouahid Menif
- 1992-1993 : Fakher Trigui
- 1993-1994 : Fakher Trigui puis Mohamed Jeriri puis Habib Trabelsi
- 1994-1995 : Nizar Jebal puis Michel Choukodrov puis Kamel Boughezala
- 1995-1996 : Ferid Laaroussi
- 1996-1998 : Mircea Dridea puis Hassen Malouche puis Stephan Dietscha
- 1998-1999 : Robert Buigues puis Hédi Kouni puis Moncef Melliti puis Fakher Trigui puis Habib Othmani
- 1999-2000 : Serge Devèze puis Patrice Neveu
- 2000-2001 : Kamel Boughezala puis ?
- 2001-2002 : Patrice Neveu puis Kamel Chebli
- 2002-2003 : Abderrahmane Rahmouni puis Bogdanovic[Qui ?] puis Ridha Akacha
- 2003-2004 : Idrissa Traoré puis Larbi Kaddour puis Khaled Ben Sassi
- 2004-2006 : Hosni Najjari puis Kamel Boughezala
- 2006-2007 : Chafik Dridi puis Hosni Najjari puis Tahar Lamine puis Mounir Rached
- 2007-2008 : Radhouan Lamine puis Mounir Rached puis Moncef Belhassen
- 2008-2009 : Moncef Belhassen puis Ahmed Labiedh
- 2009-2010 : Walid Atoui puis Salah Dey
- 2010-2011 : Salah Dey
- 2011-2013 : Lotfi Sebti puis Tahar Lamine
- 2013-2014 : Salah Dey, Nader Werda, Rejeb Sayeh puis Tarek Belghith
- 2014-2015 : Ounais Bouzidi
- 2015-2016 : Karim Gabsi, Ridha Zammouri, Dhaou Guetat puis Othman Chehaibi
- 2016-2017 : Othman Chehaibi, Dhaou Guetat puis Afouène Gharbi
- 2017-2018 : Afouène Gharbi puis Lassaâd Maâmar (en)
- 2018-2019 : Abdelkarim Nafti, Dhaou Guetat puis Ezzedine Khemila puis Walid Atoui
- 2019-202.. : Moncef Chargui puis Tayeb Belltaief